# Plexo mesentérico superior
El plexo mesentérico superior es una continuación de la parte inferior del plexo celíaco, recibiendo una rama de la unión del nervio vago derecho con el plexo.
Rodea a la arteria mesentérica superior, la acompaña hacia el mesenterio, y se divide en varios plexos secundarios, los cuales se distribuyen a todas las partes irrigadas por la arteria: ramas pancreáticas al páncreas, ramas intestinales al intestino delgado y ramas ileocólica, cólica derecha y cólica media para las partes correspondientes del intestino grueso.
Los nervios que conforman este plexo son de color blanco y textura firme. En la parte superior del plexo, cerca del origen de la arteria mesentérica superior, se encuentra el ganglio mesentérico superior.

## Imágenes adicionales

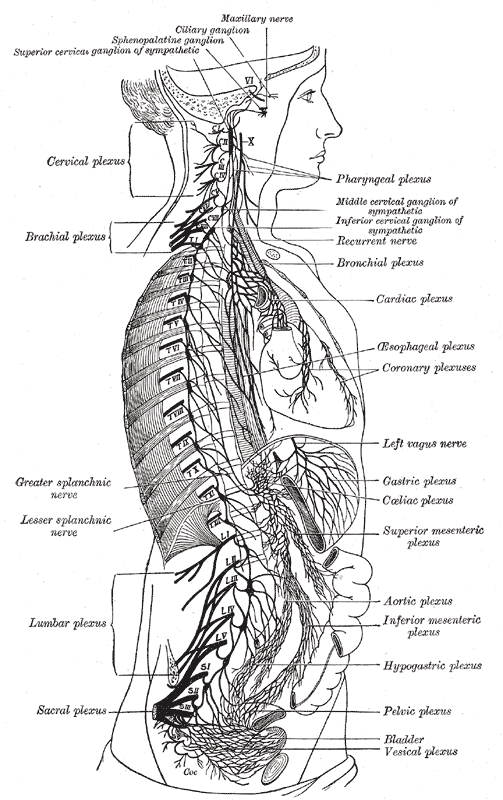
La cadena simpática derecha y sus conexiones con los plexos torácico, abdominal y pélvico.
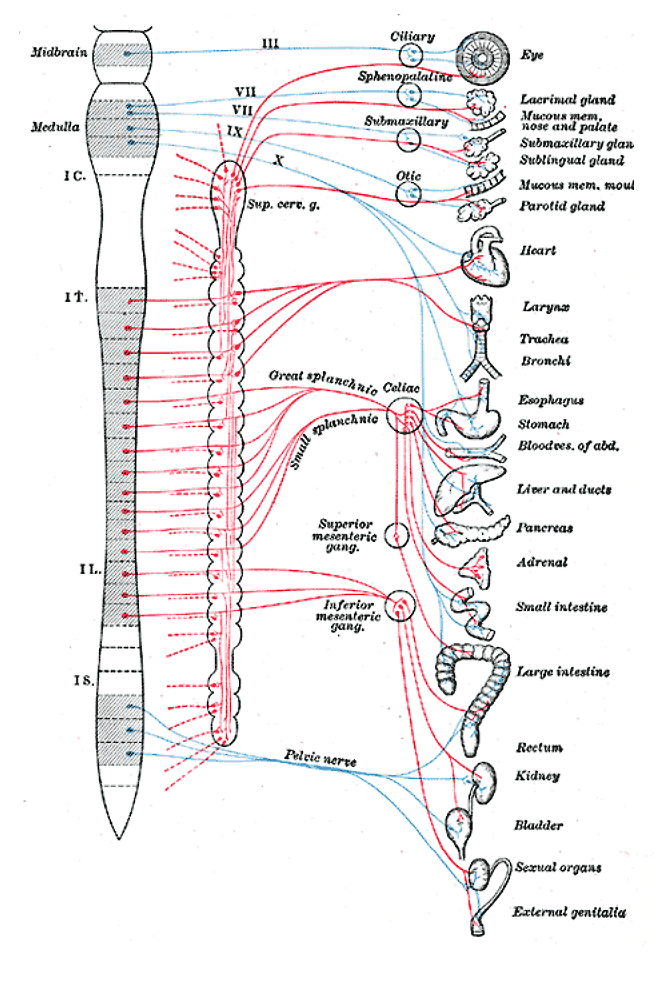
Diagrama del sistema nervioso simpático eferente.
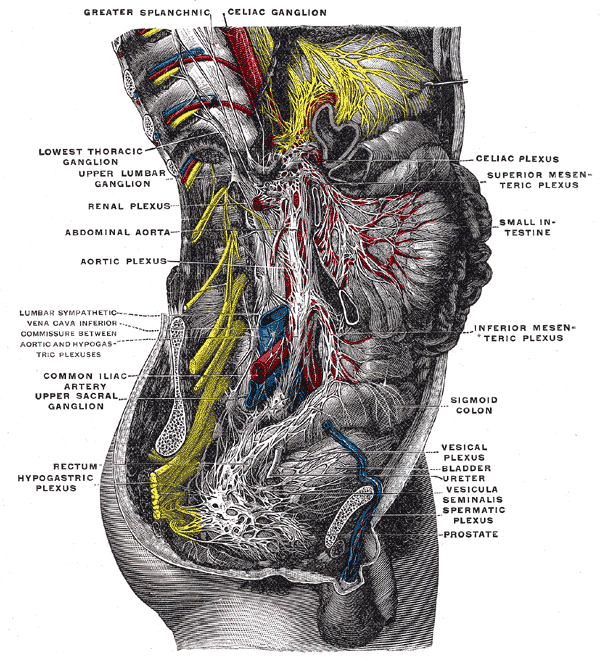
Mitad inferior de la cadena simpática derecha.